# کاما سوترا: افسانه عشق
کاما سوترا: افسانه عشق (به انگلیسی: Kama Sutra: A Tale of Love) فیلمی محصول سال ۱۹۹۷ و به کارگردانی میرا نایر است. در این فیلم بازیگرانی همچون نوین اندروز، ساریتا چودری، رامون تیکارام، ریکا، ایندیرا وارما ایفای نقش کرده‌اند.